# Norwegian Cruise Line
A Norwegian Cruise Line (NCL) é uma companhia norte-americana de transporte marítimo sediada em Miami, Flórida. Foi fundada em 1966 por Knut Kloster e Ted Arison originalmente com o nome de Norwegian Caribbean Line.

## Frota atual

### Sun Class
| Navio         | Construção | A Serviço da Norwegian | Última Reforma | Tonelagem   | Classe    | Bandeira | Notas                        | Imagem |
| ------------- | ---------- | ---------------------- | -------------- | ----------- | --------- | -------- | ---------------------------- | ------ |
| Norwegian Sky | 1999       | 1999/2008              | 2009           | 77,104 tons | Sun Class | Bahamas  | Nome anterior Pride of Aloha |        |
| Norwegian Sun | 2001       | 2001                   | 2011           | 78,309 tons | Sun Class | Bahamas  |                              |        |

### Leo Class
| Navio            | Construção | A Serviço da Norwegian | Última Reforma | Tonelagem   | Classe    | Bandeira | Notas                       | Imagem |
| ---------------- | ---------- | ---------------------- | -------------- | ----------- | --------- | -------- | --------------------------- | ------ |
| Norwegian Spirit | 1998       | 2004                   | 2011           | 75,338 tons | Leo Class | Bahamas  | Nome anterior SuperStar Leo |        |

### Dawn Class
| Navio          | Construção | A Serviço da Norwegian | Última Reforma | Tonelagem   | Classe     | Bandeira | Notas                                                | Imagem |
| -------------- | ---------- | ---------------------- | -------------- | ----------- | ---------- | -------- | ---------------------------------------------------- | ------ |
| Norwegian Star | 2001       | 2001                   | 2010           | 91,740 tons | Dawn Class | Bahamas  | Originally ordered as Superstar Libra                |        |
| Norwegian Dawn | 2002       | 2002                   | 2011           | 92,250 tons | Dawn Class | Bahamas  | Originally ordered as SuperStar Scorpio(Libra Class) |        |

### Jewel class
| Navio           | Construção | A Serviço da Norwegian | Última Reforma | Tonelagem   | Classe      | Bandeira | Notas                                | Imagem |
| --------------- | ---------- | ---------------------- | -------------- | ----------- | ----------- | -------- | ------------------------------------ | ------ |
| Norwegian Jewel | 2005       | 2005                   | N/A            | 93,502 tons | Jewel Class | Bahamas  |                                      |        |
| Norwegian Pearl | 2006       | 2006                   | N/A            | 93,530 tons | Jewel Class | Bahamas  |                                      |        |
| Norwegian Gem   | 2007       | 2007                   | N/A            | 93,530 tons | Jewel Class | Bahamas  |                                      |        |
| Norwegian Jade  | 2006       | 2008                   | 2011           | 93,558 tons | Jewel Class | Bahamas  | Previously named The Pride of Hawaii |        |

### F3 Class
| Navio          | Construção | A Serviço da Norwegian | Última Reforma | Tonelagem    | Classe   | Bandeira | Notas                                  | Imagem |
| -------------- | ---------- | ---------------------- | -------------- | ------------ | -------- | -------- | -------------------------------------- | ------ |
| Norwegian Epic | 2010       | 2010                   | N/A            | 155,873 tons | F3 Class | Bahamas  | Third Largest Cruise Ship in The World |        |

### NCL America
| Navio            | Construção | A Serviço da Norwegian | Última Reforma | Tonelagem | Classe      | Bandeira       | Notas                                                               | Imagem |
| ---------------- | ---------- | ---------------------- | -------------- | --------- | ----------- | -------------- | ------------------------------------------------------------------- | ------ |
| Pride of America | 2005       | 2005                   | 2013           | 80,439    | NCL America | Estados Unidos | First large, newly built US-flagged cruise ship in nearly 50 years. |        |

### Navios em construção
| Navio               | Classe               | Inauguração em | Tonelagem | Bandeira | Notas |
| ------------------- | -------------------- | -------------- | --------- | -------- | --- |
| Norwegian Breakaway | Breakaway Class      | 30 April 2013  | 146,600   | Bahamas  | This ship is schedule to deliver on April 30, 2013 and will also be homeported in New York City. Largest ship to be based year-round out of New York |
| Norwegian Getaway   | Breakaway Class      | 2014           | 146,600   | Bahamas  | [ 8 ] |
| Norwegian Escape    | Breakaway Plus Class | 2015           | 163,000   | Bahamas  | [ 3 ] |
| Norwegian Bliss     | Breakaway Plus Class | 2017           | 163,000   | Bahamas  | [ 3 ] |

## Navios Antigos
| Navio                       | Construção | A serviço da Norwegian                  | Tonelagem     | Status em 2010.                                                                                   |
| --------------------------- | ---------- | --------------------------------------- | ------------- | ------------------------------------------------------------------------------------------------- |
| MS Sunward                  | 1966       | 1966–1976                               | 8.666         | Desmontado em 2004 em Chittagong, Bangladesh.                                                     |
| MS Starward                 | 1968       | 1968–1995                               | 12.948        | Desde 2006 Orient Queen for Louis Cruise Lines.                                                   |
| MS Skyward                  | 1969       | 1969–1991                               | 16.254        | Desde 2000 Leisure World for New Century Cruise Lines.                                            |
| MS Seaward                  | 1970       | Never entered service owned 1970 – 1972 | 17.042        | Hull sold to P&O Cruises in 1972                                                                  |
| MS Southward                | 1971       | 1971–1994                               | 16.607        | Since 2008 Aegean Pearl for Golden Star Cruises.                                                  |
| MV Coral Sunward II         | 1971       | 1977–1991                               | 14.151        | Since 2005 Coral for Louis Cruise Lines.                                                          |
| SS Norway                   | 1961       | 1979–2003                               | 76.049        | Vendido a partir de 2003 depois da explosão da caldeira, desmontado em 2008 em Alang, India.      |
| MS Seaward MS Norwegian Sea | 1972       | 1991–1993                               | 28.221        | Since 1996 Black Watch for Fred. Olsen Cruise Lines.                                              |
| Sunward (1991)              | 1973       | 1991–1992, 1992–1993                    | 28.078        | Since 2005 Boudicca for Fred. Olsen Cruise Lines.                                                 |
| Dreamward Norwegian Dream   | 1992       | 1992–1998 1998–2008                     | 39.172 50,764 | Since 28 Dec 2012 SuperStar Gemini for Star Cruises.                                              |
| Windward Norwegian Wind     | 1993       | 1993–1996 1996–2007                     | 39.127 50,760 | Since 2007 SuperStar Aquarius for Star Cruises.                                                   |
| Leeward                     | 1980       | 1995–1999                               | 25.611        | Since 2007 Cristal for Louis Cruise Lines.                                                        |
| Norwegian Crown             | 1988       | 1996–2000, 2003–2007                    | 34,242        | Since 2008 Balmoral for Fred. Olsen Cruise Lines.                                                 |
| Norwegian Dynasty           | 1993       | 1997–1999                               | 19,089        | Since 2001 Braemar for Fred. Olsen Cruise Lines.                                                  |
| Norwegian Star (1997)       | 1973       | 1997–1998                               | 21,848        | Since 2004 Albatros for Phoenix Reisen.                                                           |
| Norwegian Majesty           | 1992       | 1997–2009                               | 40,876        | 32,396}}, lengthened 1999. Is now known as the Louis Majesty and operates for Louis Cruise Lines. |
| SS Independence             | 1951       | Nunca entrou em operação de 2003–2006   | 20,221        | Desmontado na Índia                                                                               |
| SS United States            | 1952       | Never entered service owned 2003 – 2011 | 53,330        | Vendido para SS United States Conservancy em 7/1/10, Entregue em 2/1/11                           |